# Апсет
Апсе́т (англ. upset) — неочікувана перемога аутсайдера. Термін використовується, переважно, у спорті, рідше — у політиці, зокрема в аналізі виборів. В українську мово слово прийшло з англомовної літератури, де використовується у згаданому сенсі з XIX століття.